# Ruggles (Metro de Boston)
Ruggles es una estación en la línea Naranja del Metro de Boston. La estación se encuentra localizada en 1150 Ruggles Street y Tremont Street en Boston, Massachusetts. La estación Ruggles fue inaugurada el 4 de mayo de 1987. La Autoridad de Transporte de la Bahía de Massachusetts es la encargada por el mantenimiento y administración de la estación. La estación está al lado de la Universidad Northeastern.

## Descripción
La estación Ruggles cuenta con 2 plataformas centrales y 7 vías.

## Conexiones
La estación es abastecida por las siguientes conexiones: 
- Rutas de autobuses: 8, 15, 19, 22, 23, 25, 28, 42, 43, 44, 45, 47, CT2, CT3